# Glockenschläger

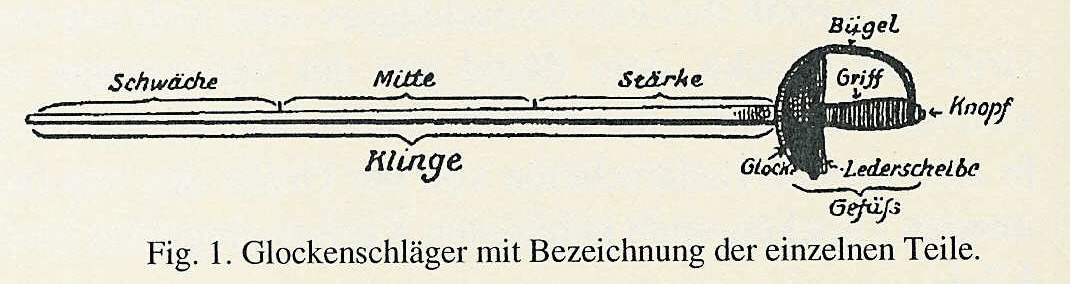
Adolf Meyer: Glockenschläger, 1906

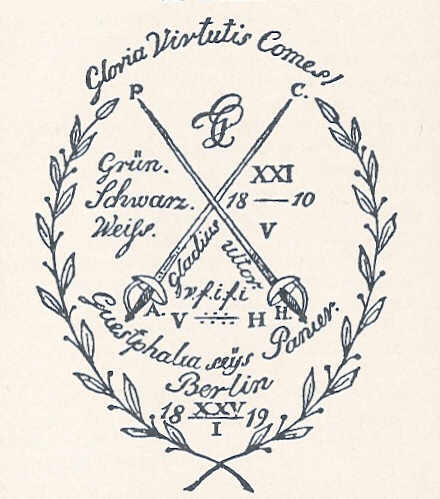
Gekreuzte Glockenschläger im Bundeszeichen des Corps Guestphalia Berlin

Ein Glockenschläger (kurz Glocke) ist eine studentische Fechtwaffe, die bei Mensuren verwendet wird. Namensgebendes Kennzeichen ist der glockenförmige Handschutz.

## Verbreitung
Diese Hiebwaffen wurden und werden vor allem an Universitäten im Osten Deutschlands (z. B. Halle (Saale), Leipzig, Dresden, Tharandt, Freiberg, Berlin und Greifswald, früher auch Königsberg, Breslau und Danzig) verwendet. Zu Zeiten der DDR war der Glockenschläger ausschließlich in West-Berlin die gebräuchliche Mensurwaffe. Anderenorts wird mit Korbschlägern gefochten.